# Hallingebergs kyrka
Hallingebergs kyrka är en kyrkobyggnad i Hallingeberg i Västerviks kommun och tillhör Hallingeberg-Blackstads församling. 

## Historia
Det fanns en medeltida träkyrka i Hallingeberg som även var en så kallad offerkyrka under åtminstone 1700-talet. En offerkyrka var en kyrka som gav större chans till bönhörelse om den fick en gåva. Särskilt döptes barn från Öland och Gotland i kyrkan.
Efter en donation på 72 000 daler kopparmynt av Anna Cederflycht, som ägde godsen Helgerum och Ankarsrum började en ny kyrka byggas.
Kyrkan uppfördes 1759-1760 med biskop Andreas Rhyzelius som arkitekt och Anders Hanquist som byggmästare. Medarkitekt för tornet var Carl Hårleman. Altaruppsatsen skapades av Magnus Wicander med bildhuggaren Nils Österman, som också gjorde predikstolen och orgelfasaden.
1896-1897 gjordes inredningen om och ommålades och 1936-1937 skedde en större restaurering av interiör och exteriör.

## Orgel
- 1744 byggde Jonas Wistenius, Linköping en orgel med 5 stämmor. Orgeln såldes 1760 till Gladhammars kyrka.
- 1760 byggde Lars Wahlberg, Vimmerby en orgel med 12 stämmor.
- Den nuvarande orgeln byggdes 1915 av E A Setterquist & Son, Örebro. 1974 omändrades orgeln av Nils-Olof Berg, Nye. Orgeln är mekanisk. Fasaden är från 1760 års orgel och har ljudande fasadpipor (Principal 4).

| Huvudverk I         | Svällverk II        | Pedal       | Koppel    |  |
| Principal 8'        | Gedackt 8'          | Subbas 16'  | I/P       |  |
| Flûte harmonique 8' | Octava 4'           | Octavbas 8' | II/P      |  |
| Borduna 8'          | Flûte octaviante 4' | Basun 16'   | II/I      |  |
| Principal 4'        | Flöjt 2'            |             | I 4'/I    |  |
| Flöjt 4'            | Sivflöjt 1 1/3'     |             | II 16'/II |  |
| Nasard 2 2/3'       | Scharff 3 chor      |             |           |  |
| Octava 2'           | Crescendosvällare   |             |           |  |
| Mixtur 3-4 chor     |                     |             |           |  |
| Trumpet 8'          |                     |             |           |  |